# Mayer Gil
Mayer Andrés Gil Hurtado (Yopal, 7 settembre 2003) è un calciatore colombiano naturalizzato salvadoregno, centrocampista dell'Alianza e della nazionale salvadoregna.

## Biografia
Nato a Yopal, all'età di 2 anni si è trasferito con la famiglia ad El Salvador, poiché suo padre, Cristian, aveva trascorso una parte della sua carriera nel paese centroamericano.

## Carriera

### Club
Mayer Gil ha iniziato la sua carriera professionistica a El Salvador con il FAS. Successivamente si è trasferito all'Atlético Marte prima di fare ritorno in Colombia all'Alianza Petrolera.
Il 30 ottobre 2022 ha debuttato in Categoría Primera A contro il Millonarios ed il 10 marzo 2023 ha realizzato le sue prime reti con il club colombiano, realizzando una doppietta nel successo casalingo per 3-1 contro il Deportivo Pasto. Il 19 maggio ha rinnovato il contratto fino al 2026.

### Nazionale
Eleggibile sia per El Salvador sia per il Messico, nel 2022 ha preso parte con la Nazionale Under-20 salvadoregna al campionato nordamericano Under-20.
Il 16 novembre 2022 ha debuttato con la Nazionale maggiore nel corso di un'amichevole persa 1-0 contro il Nicaragua. Il 19 giugno 2023 è stato incluso nella lista finale dei convocati per la CONCACAF Gold Cup 2023.. Durante la competizione segna il suo primo gol in nazionale, nel 2-2 contro il Panama del 4 luglio successivo.

## Statistiche

### Presenze e reti nei club
Statistiche aggiornate al 26 giugno 2023.
| Stagione                 | Squadra                  | Campionato               | Campionato | Campionato | Coppe nazionali | Coppe nazionali | Coppe nazionali | Coppe continentali | Coppe continentali | Coppe continentali | Altre coppe | Altre coppe | Altre coppe | Totale | Totale |
| Stagione                 | Squadra                  | Comp                     | Pres       | Reti       | Comp            | Pres            | Reti            | Comp               | Pres               | Reti               | Comp        | Pres        | Reti        | Pres   | Reti   |
| ------------------------ | ------------------------ | ------------------------ | ---------- | ---------- | --------------- | --------------- | --------------- | ------------------ | ------------------ | ------------------ | ----------- | ----------- | ----------- | ------ | ------ |
| 2019-2020                | FAS                      | PD                       | 2          | 0          |                 | -               | -               |                    | -                  | -                  |             | -           | -           | 2      | 0      |
| 2020-gen. 2021           | FAS                      | PD                       | 4          | 0          |                 | -               | -               | CL                 | 0                  | 0                  |             | -           | -           | 4      | 0      |
| Totale FAS               | Totale FAS               | Totale FAS               | 6          | 0          |                 | -               | -               |                    | 0                  | 0                  |             | -           | -           | 6      | 0      |
| gen.-giu. 2021           | Atlético Marte           | PD                       | 3          | 0          |                 | -               | -               |                    | -                  | -                  |             | -           | -           | 3      | 0      |
| 2022                     | Alianza Petrolera        | A                        | 1          | 0          | CC              | 0               | 0               |                    | -                  | -                  |             | -           | -           | 1      | 0      |
| 2023                     | Alianza Petrolera        | A                        | 14         | 3          | CC              | 3               | 1               |                    | -                  | -                  |             | -           | -           | 17     | 4      |
| Totale Alianza Petrolera | Totale Alianza Petrolera | Totale Alianza Petrolera | 15         | 3          |                 | 3               | 1               |                    | -                  | -                  |             | -           | -           | 18     | 3      |
| Totale carriera          | Totale carriera          | Totale carriera          | 24         | 3          |                 | 3               | 1               |                    | 0                  | 0                  |             | -           | -           | 27     | 4      |

### Cronologia presenze e reti in nazionale
| Cronologia completa delle presenze e delle reti in nazionale ― El Salvador | Cronologia completa delle presenze e delle reti in nazionale ― El Salvador | Cronologia completa delle presenze e delle reti in nazionale ― El Salvador | Cronologia completa delle presenze e delle reti in nazionale ― El Salvador | Cronologia completa delle presenze e delle reti in nazionale ― El Salvador | Cronologia completa delle presenze e delle reti in nazionale ― El Salvador | Cronologia completa delle presenze e delle reti in nazionale ― El Salvador | Cronologia completa delle presenze e delle reti in nazionale ― El Salvador |
| Data                                                                       | Città                                                                      | In casa                                                                    | Risultato                                                                  | Ospiti                                                                     | Competizione                                                               | Reti                                                                       | Note                                                                       |
| -------------------------------------------------------------------------- | -------------------------------------------------------------------------- | -------------------------------------------------------------------------- | -------------------------------------------------------------------------- | -------------------------------------------------------------------------- | -------------------------------------------------------------------------- | -------------------------------------------------------------------------- | -------------------------------------------------------------------------- |
| 17-11-2022                                                                 | Managua                                                                    | Nicaragua                                                                  | 1 – 0                                                                      | El Salvador                                                                | Amichevole                                                                 | -                                                                          | 46’                                                                        |
| 27-3-2023                                                                  | Orlando                                                                    | Stati Uniti                                                                | 1 – 0                                                                      | El Salvador                                                                | CONCACAF Nations League 2022-2023 - 1º turno                               | -                                                                          | 56’                                                                        |
| 15-6-2023                                                                  | Toyota                                                                     | Giappone                                                                   | 6 – 0                                                                      | El Salvador                                                                | Amichevole                                                                 | -                                                                          | 67’                                                                        |
| 20-6-2023                                                                  | Daejeon                                                                    | Corea del Sud                                                              | 1 – 1                                                                      | El Salvador                                                                | Amichevole                                                                 | -                                                                          | 59’                                                                        |
| 26-6-2023                                                                  | Fort Lauderdale                                                            | El Salvador                                                                | 1 – 2                                                                      | Martinica                                                                  | Gold Cup 2023 - 1º turno                                                   | -                                                                          | 63’                                                                        |
| 30-6-2023                                                                  | Harrison                                                                   | El Salvador                                                                | 0 – 0                                                                      | Costa Rica                                                                 | Gold Cup 2023 - 1º turno                                                   | -                                                                          | 82’                                                                        |
| 4-7-2023                                                                   | Houston                                                                    | Panama                                                                     | 2 – 2                                                                      | El Salvador                                                                | Gold Cup 2023 - 1º turno                                                   | 1                                                                          | 68’                                                                        |
| 7-9-2023                                                                   | Città del Guatemala                                                        | Guatemala                                                                  | 2 – 0                                                                      | Honduras                                                                   | CONCACAF Nations League 2023-2024 - 1º turno                               | -                                                                          | 66’                                                                        |
| 10-9-2023                                                                  | San Salvador                                                               | El Salvador                                                                | 2 – 3                                                                      | Trinidad e Tobago                                                          | CONCACAF Nations League 2023-2024 - 1º turno                               | -                                                                          | 65’                                                                        |
| 13-10-2023                                                                 | Fort-de-France                                                             | Martinica                                                                  | 1 – 0                                                                      | El Salvador                                                                | CONCACAF Nations League 2023-2024 - 1º turno                               | -                                                                          |                                                                            |
| 17-10-2023                                                                 | San Salvador                                                               | El Salvador                                                                | 0 – 0                                                                      | Martinica                                                                  | CONCACAF Nations League 2023-2024 - 1º turno                               | -                                                                          | 63’                                                                        |
| 16-11-2023                                                                 | Willemstad                                                                 | Curaçao                                                                    | 1 – 1                                                                      | El Salvador                                                                | Amichevole                                                                 | -                                                                          | 60’                                                                        |
| 20-11-2023                                                                 | Willemstad                                                                 | Curaçao                                                                    | 1 – 1                                                                      | El Salvador                                                                | Amichevole                                                                 | -                                                                          | 63’                                                                        |
| 26-3-2024                                                                  | Houston                                                                    | El Salvador                                                                | 1 – 1                                                                      | Honduras                                                                   | Amichevole                                                                 | -                                                                          | 72’                                                                        |
| Totale                                                                     |                                                                            | Presenze                                                                   | 14                                                                         |                                                                            | Reti                                                                       | 1                                                                          |                                                                            |